# Hólmverja saga
Die Hólmverja saga („Saga von den Inselverteidigern“) ist eine Isländersaga aus dem 14. Jahrhundert.